# IELTS
IELTS (výslovnost [ajelts], zkratka z International English Language Testing System, tedy Mezinárodní systém zkoušek z anglického jazyka) je mezinárodně platná zkouška z úrovně anglického jazyka.
Byl zaveden v roce 1989 a je zajišťován Universitou v Cambridge, British Council a IDP Education Australia. Test je uznáván téměř všemi universitami v zemích Commonwealthu a v Jižní Africe, velkou částí universit ve Spojených státech, a také celou řadou zaměstnavatelů.
Zkoušky může skládat kdokoliv starší šestnácti let. Testuje se ve více než pěti stech střediscích ve sto dvaceti zemích, v České republice existují dvě střediska, v Praze a v Brně. Testy připravují odborníci z celého světa. Registrace je většinou nutná asi 50 dní před zkouškou, u konkrétních dat se ale tento údaj může různit. Konkrétní čas a místo zkoušky obdrží kandidáti e-mailem nebo poštou zpravidla 11 dní před konáním zkoušky, výsledky testů pak 13-14 dní po ní. Poplatek za zkoušku činil v ČR v roce 2021 kolem šesti tisíc korun.
Výsledky testu obdrží kandidát ve formě takzvaného Test Report Form (formuláře z výsledku textu, TRF). V tomto certifikátu jsou zaznamenány jak výsledky z jednotlivých částí textu, tak souhrnné ohodnocení. Organizátoři doporučují, aby se nebraly ohledy na TRF starší než dva roky, vzhledem k možnému zlepšení účastníků zkoušky.
V roce 2007 se systémem IELTS nechal vyzkoušet celkem milion kandidátů, čímž se stal IELTS vůbec nejpoužívanější formou zkoušky z angličtiny.

## Moduly IELTS testů
Testy IELTS existují ve dvou modulech, v akademickém (Academic) a všeobecném (General Training). Každá forma slouží k jinému účelu a testuje mírně odlišné znalosti. Kandidát si v přihlášce zvolí, kterou z forem chce skládat. Akademická verze slouží k přihláškám na university či jiné vzdělávací instituce a také pro lékaře a zdravotní sestry, kteří chtějí pracovat v anglicky mluvících zemích. Všeobecná slouží k neakademickému vzdělávání, práci či k imigračním účelům.

## Části zkoušky IELTS
Test se skládá ze čtyř částí, z poslechového testu (Listening), testu čtení (Reading), testu psaní (Writing) a rozhovoru na obecné téma (Speaking). Většinou jsou provedeny zároveň psané části zkoušky (poslech, čtení, psaní) a zvlášť pak rozhovor.
- Poslechový test trvá čtyřicet minut, zkouší se porozumění čtyřem zvukovým ukázkám na různá témata formou psaného testu. K nejčastějším úlohám patří výběr z možností tvrzení či doplňování úryvků z poslechu do textu.
- Test čtení, formou testu se zde zkouší porozumění psanému textu na základě tří poměrně dlouhých úryvků (každý má asi dvě strany). K nejčastějším úlohám patří rozhodování, zda byl nějaký názor v textu vyřčen nebo ne, výběr z možností tvrzení z textu, doplňování úryvků z výchozího textu do jeho shrnutí či např. přiřazování možných nadpisů k jednotlivým částem výchozího textu.
- Při psaném textu má kandidát v průběhu šedesáti minut napsat dva anglické texty. První je ve všeobecném modulu dopis v zadané situaci, v akademickém modulu pak popis grafu či výrobního procesu. V obou případech musí mít text více než 150 slov. Druhý text je v obou modulech esej na zadané téma, která by měla mít více než 250 slov. Hodnotí se přiměřená slovní zásoba, plynulé spojování myšlenek, zvolení vhodného jazykového stylu a gramatická správnost textu.
- Poslední částí je rozhovor, který trvá něco přes deset minut a má tři části. První je osobní rozhovor se zkoušejícím na běžná konverzační témata (rodina, práce atd.), druhou částí je delší proslov kandidáta na zadané téma (měl by trvat 1-2 minuty, přičemž kandidát má zpravidla jednu minutu na přípravu), třetí pak rozhovor na obecnější téma, většinou volně související s tématem proslovu (např. pokud má v proslovu kandidát popsat své domácí zvíře, má v následném rozhovoru se hovoří o tom, proč si lidé obvykle pořizují domácí zvířata, jaký k nim mají vztah a podobně). Hodnotí se plynulost řeči, výslovnost, přiměřená slovní zásoba a gramatická správnost vyjadřování. Zvláštností je, že se rozhovor nahrává a kandidáta pak hodnotí třetí osoba.

## Hodnocení zkoušky
Každá část je ohodnocena známkou 1-9 (1 - prakticky žádná znalost angličtiny, 9 - plné ovládání jazyka se schopností přesného a plynulého vyjádření). Průměr jednotlivých částí pak tvoří souhrnnou známku.
Většina anglických univerzit požaduje pro zahraniční studenty IELTS na úrovni minimálně 5,5 - 8 nebo ekvivalentní zkoušku ESOL (tj. minimálně FCE). Výjimečně se objevují přísnější požadavky. Nejčastěji je požadováno 6,5 (tato hodnota je také pokládána za kritérium úspěšnosti v testu). České university, uznávají-li IELTS, požadují pro zahraniční studenty většinou IELTS minimálně stupně 5 nebo ekvivalentní zkoušky.

## IELTS a další jazykové certifikáty
IELTS na stupni 3.5 přibližně odpovídá úrovni B1 CEF, IELTS 5 úrovni B2 a ESOL zkoušce FCE, IELTS 6.5 přibližně úrovni C1 a zkoušce CAE a IELTS 8 úrovni C2 a zkoušce CPE.

## IELTS A CEFR
Pro větší přehlednost přidáváme tabulku, která znázorňuje porovnání IETLS skóre s jednotlivými úrovněmi CEFR. Takovýto přehled je pouze přibližný a slouží spíše pro představu. 
| Úroveň CEFR | A2        | B1        | B2        | C1        | C2        |
| ----------- | --------- | --------- | --------- | --------- | --------- |
| IETLS skóre | 2,5 – 3,5 | 4,0 – 5,0 | 5,5 – 6,5 | 7,0 – 8,0 | \| 9,0 \| |
| 9,0         |           |           |           |           |           |